# Śmiłowo (gromada w powiecie sępoleńskim)
Śmiłowo – dawna gromada, czyli najmniejsza jednostka podziału terytorialnego Polskiej Rzeczypospolitej Ludowej w latach 1954–1972.
Gromady, z gromadzkimi radami narodowymi (GRN) jako organami władzy najniższego stopnia na wsi, funkcjonowały od reformy reorganizującej administrację wiejską przeprowadzonej jesienią 1954 do momentu ich zniesienia z dniem 1 stycznia 1973, tym samym wypierając organizację gminną w latach 1954–1972.
Gromadę Śmiłowo z siedzibą GRN w Śmiłowie utworzono – jako jedną z 8759 gromad na obszarze Polski – w powiecie sępoleńskim w woj. bydgoskim, na mocy uchwały nr 24/9 WRN w Bydgoszczy z dnia 5 października 1954. W skład jednostki weszły obszary dotychczasowych gromad Śmiłowo i Suchorączek ze zniesionej gminy Więcbork oraz obszar dotychczasowej gromady Jastrzębiec ze zniesionej gminy Wielowicz w tymże powiecie. Dla gromady ustalono 20 członków gromadzkiej rady narodowej.
31 grudnia 1959 z gromady Śmiłowo wyłączono wieś Jastrzębiec, włączając ją do gromady Wielowicz w tymże powiecie, po czym gromadę Śmiłowo zniesiono, włączając jej (pozostały) obszar do nowo utworzonej gromady Więcbork w tymże powiecie.